# Kaika
Imperador Kaika (開化天皇, Kaika-tennō) foi o 9º Imperador do Japão, na lista tradicional de sucessão.
Antes da sua ascensão ao trono, seu nome era Oho Wakai Yamato Nekohiko Oho Bibino no Mikoto.
No Kojiki e no Nihonshoki, apenas seu nome e genealogia foram registrados. Indicando ser filho do Imperador Kōgen com Utsu-Shiko-me, a mais jovem irmã de Utsu-Shiko-wo, ancestral do Ramo Huzumi.
Nos registros do Monge Jien indicam que Kaika foi segundo filho do Imperador Kōgen, e que ele governou o palácio de  Isakawa-no-Miya em Kasuga na Província de Yamato.
O nome Kaika foi lhe dado postumamente e é característico do budismo chinês, o que sugere que o nome deve ter sido oficializado séculos após sua morte possivelmente no momento em que as lendas sobre as origens da Dinastia Yamato foram compiladas como as crônicas conhecidas hoje como o Kojiki.
O lugar de seu túmulo imperial (misasagi) é desconhecido. O Imperador Kaika é tradicionalmente venerado num memorial no santuário xintoísta de Nara. A Agência da Casa Imperial designa este local como seu mausoléu que é chamado  Kasuga no Izakawa no Sakenoe no Misasagi.
Kaika reinou de 157 a.C. a 98 a.C.. 